# Episodi di The Powerpuff Girls (serie animata 2016) (terza stagione)
La terza stagione della serie animata The Powerpuff Girls va in onda negli Stati Uniti dal 13 maggio 2018 su Cartoon Network. In Italia viene trasmessa in prima visione su Cartoon Network dal 16 giugno 2018.
| nº | Titolo originale                        | Titolo italiano             | Prima TV USA     | Prima TV Italia  |
| -- | --------------------------------------- | --------------------------- | ---------------- | ---------------- |
| 1  | Not So Secret Service                   | La Scatoladroide            | 13 maggio 2018   | 27 ottobre 2018  |
| 2  | Worship                                 | Le Stilose profumiere       | 20 maggio 2018   | 23 giugno 2018   |
| 3  | Blossom3                                | Lolly al cubo               | 20 maggio 2018   | 23 giugno 2018   |
| 4  | Mojo the Great                          | Senza poteri                | 20 maggio 2018   | 16 giugno 2018   |
| 5  | Trouble Clef                            | Una vera cattiva            | 3 giugno 2018    | 14 ottobre 2018  |
| 6  | Save the Date                           | L'appuntamento              | 3 giugno 2018    | 14 ottobre 2018  |
| 7  | Can’t Buy Love                          | L'amore non si compra       | 9 giugno 2018    | 20 ottobre 2018  |
| 8  | Largo                                   | L'orso cosmico              | 9 giugno 2018    | 21 ottobre 2018  |
| 9  | Blundercup                              | Un incontro burrascoso      | 16 giugno 2018   | 21 ottobre 2018  |
| 10 | Ragnarock and Roll                      | Il grande malvagio          | 16 giugno 2018   | 9 febbraio 2019  |
| 11 | Total Eclipse of the Kart               | La scatola misteriosa       | 12 agosto 2018   | 13 ottobre 2018  |
| 12 | Total Eclipse of the Kart               | La scatola misteriosa       | 12 agosto 2018   | 13 ottobre 2018  |
| 13 | The Long Skate Home                     | La vera colpevole           | 19 agosto 2018   | 17 giugno 2018   |
| 14 | Quarantine                              | L'antidoto                  | 19 agosto 2018   | 20 ottobre 2018  |
| 15 | In the Doghouse                         | Il rapimento                | 26 agosto 2018   | 10 febbraio 2019 |
| 16 | Salamander                              | La nuova leader             | 26 agosto 2018   | 10 febbraio 2019 |
| 17 | Small World Part 1: Abra-Disaster       | Abra-Disastro               | 2 settembre 2018 | 30 ottobre 2018  |
| 18 | Small World Part 2: Stone Cold Spider   | Ragno freddissimo           | 2 settembre 2018 | 30 ottobre 2018  |
| 19 | Small World Part 3: Maze Daze           | Il labirinto stregato       | 2 settembre 2018 | 30 ottobre 2018  |
| 20 | Small World Part 4: Heart to Heartstone | Il cuore al cuore di pietra | 2 settembre 2018 | 30 ottobre 2018  |
| 21 | Witch's Crew                            | Dolcetto o scherzetto?      | 21 ottobre 2018  | 16 febbraio 2019 |
| 22 | The Gift                                | La vigilia di Natale        | 16 dicembre 2018 | 17 febbraio 2019 |
| 23 | Oh, Daisy!                              | Il robot manomesso          | 17 marzo 2019    | 17 giugno 2018   |
| 24 | Brain Freeze                            | Un nuovo gusto di gelato    | 17 marzo 2019    | 23 febbraio 2019 |
| 25 | Lights Out!                             |                             | 24 marzo 2019    |                  |
| 26 | Bucketboy!                              | Super Barry                 | 24 marzo 2019    | 9 febbraio 2019  |
| 27 | The Fog                                 | La riunione dei cattivi     | 31 marzo 2019    | 16 febbraio 2019 |
| 28 | The Spoon                               | Il cucchiaio                | 31 marzo 2019    | 17 febbraio 2019 |
| 29 | Cat Burglar                             | Il gatto ladro              | 7 aprile 2019    | 23 febbraio 2019 |
| 30 | Hustlecup                               | La gara truccata            | 7 aprile 2019    | 3 agosto 2019    |
| 31 | Rebel Rebel                             | Ribelli ribelli             | 14 aprile 2019   | 3 agosto 2019    |
| 32 | Our Brand is Chaos                      | Il regno del caos           | 14 aprile 2019   | 4 agosto 2019    |
| 33 | Tagalong                                | Ti seguo                    | 21 aprile 2019   | 4 agosto 2019    |
| 34 | BrainLord                               | Lord Cervello               | 21 aprile 2019   | 10 agosto 2019   |
| 35 | Checkin Out!                            |                             | 28 aprile 2019   |                  |
| 36 | Drama Bomb                              |                             | 28 aprile 2019   |                  |
| 37 | Watch It!                               |                             | 5 maggio 2019    |                  |
| 38 | Man Up 4: The Donnyest Games            |                             | 5 maggio 2019    |                  |
| 39 | The Oct-Father                          |                             | 16 giugno 2019   |                  |
| 40 | Sideline Dad                            | Papà allenatore             | 16 giugno 2019   | 10 agosto 2019   |
| 41 |                                         | Prendere il volo            |                  | 11 agosto 2019   |
| 42 |                                         | Una cena per gli alieni     |                  | 11 agosto 2019   |